# Optoelettronica

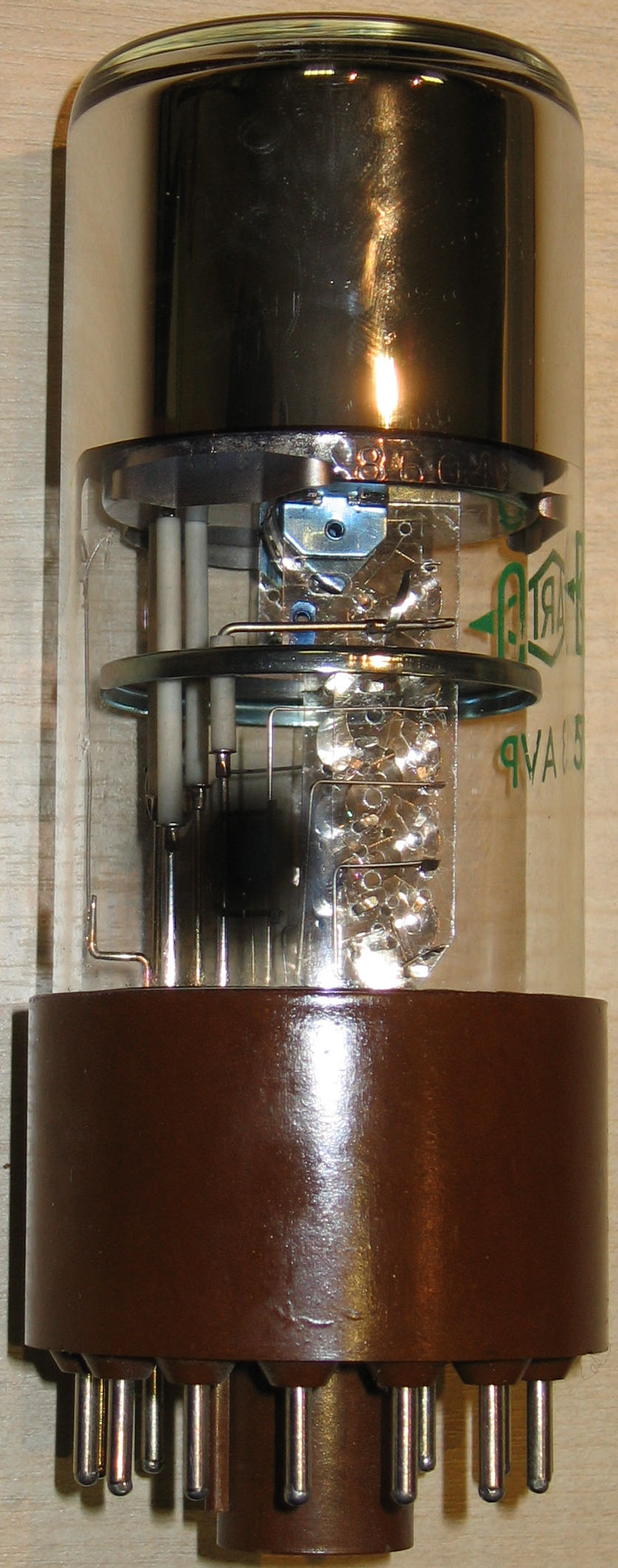
Fotomoltiplicatore

L'optoelettronica (o più recentemente anche optronica) è la branca dell'elettronica che studia i dispositivi elettronici che interagiscono con la luce e le loro applicazioni, facendo da interfaccia tra il dominio elettrico e quello ottico e viceversa; in questa definizione il termine luce va inteso in senso lato includendo radiazioni elettromagnetiche non percepibili all'occhio umano come raggi gamma, raggi X, radiazione ultravioletta e radiazione infrarossa. 
In genere l'optoelettronica è considerata una branca della fotonica.

## Descrizione

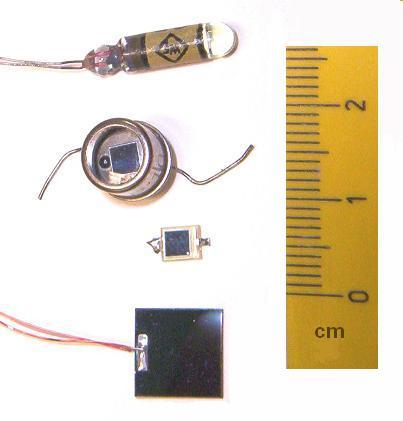
Fotodiodo

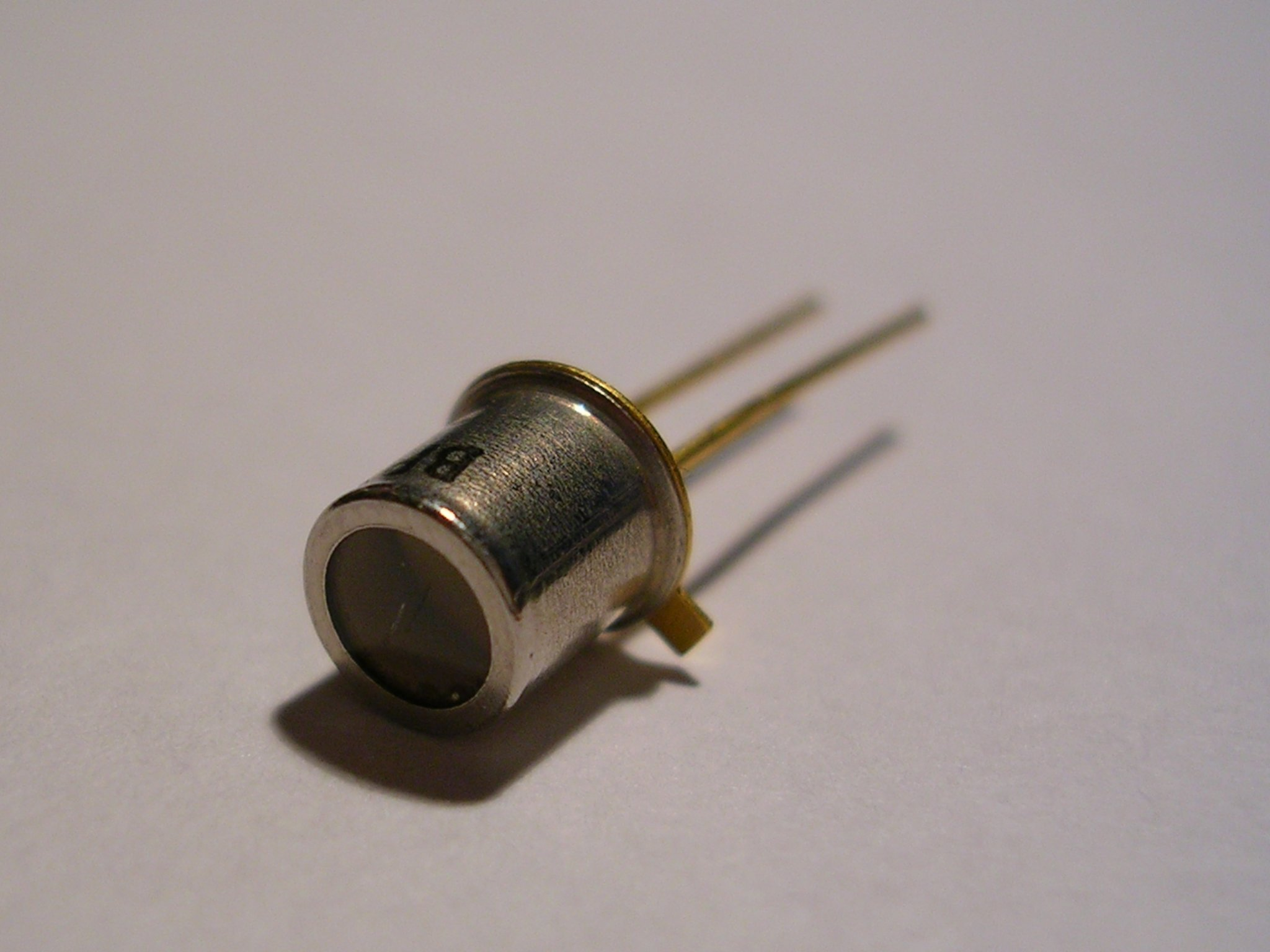
Fototransistor

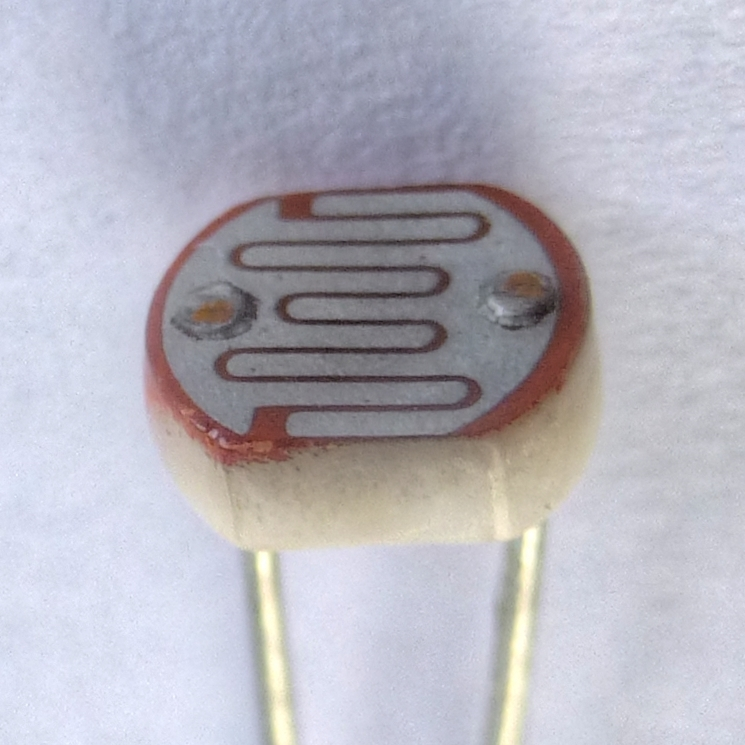
Fotoresistenza

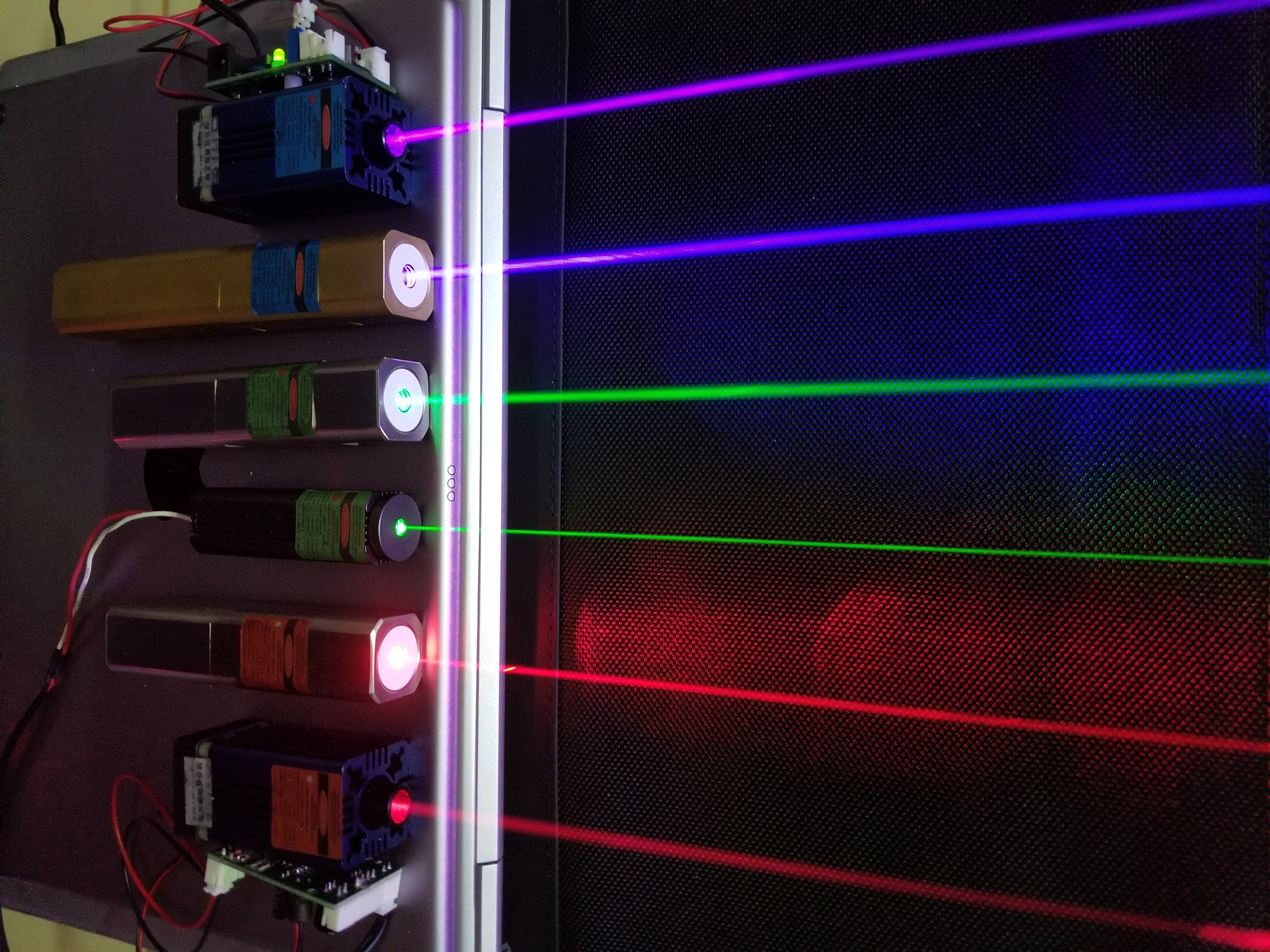
Laser

La optoelettronica si basa su effetti che la luce esercita su materiali semiconduttori, spesso in presenza di opportuni campi elettrici, che possono essere spiegati solo con la meccanica quantistica.
- L'effetto fotoelettrico o fotovoltaico viene usato in:
  - fotodiodi (e in particolare in cellule solari)
  - fototransistor
  - fotomoltiplicatori
  - elementi di circuiti ottici integrati (integrated optical circuit, IOC)

- La fotoconduttività viene impiegata in:
  - resistore dipendente dalla luce (fotoresistore)
  - tubo a camera fotoconduttiva
  - dispositivi di immagine ad accoppiamento di cariche
- L'emissione stimolata  viene usata per:
  - laser
  - diodo laser ad iniezione

- L'effetto Lossev, o combinazione radiativa, è sfruttato nel:
  - diodo ad emissione di luce o (light-emitting diode, LED)
- La fotoemissività è utilizzata per il 
  - tubo a camera fotoemissiva

### Apparecchiature
Le apparecchiature optoelettroniche si classificano in:
- trasduttori di segnali elettrici in segnali ottici;
- trasduttori di segnali ottici in elettrici;
- strumenti che incorporano i suddetti dispositivi per realizzare le proprie funzionalità.

Spesso si usa erroneamente come suo sinonimo elettro-ottica; questo termine in effetti va usato per denotare la branca più estesa della fisica che si occupa di tutte le interazioni tra luce e campi elettrici, non limitandosi a quelle che si realizzano all'interno di un dispositivo elettronico.

### Applicazioni
Tra le più importanti applicazioni della optoelettronica vanno ricordati: 
- l'optoaccoppiatore
- le comunicazioni in fibra ottica